# Lohnweiler
Lohnweiler est une municipalité de l'arrondissement de Kusel, en Rhénanie-Palatinat, en Allemagne.